# چارلز ویندر
چارلز ویندر (انگلیسی: Charles Winder; ۲۳ ژوئن ۱۸۷۴ – ۵ مارس ۱۹۲۱) تیرانداز اهل ایالات متحده آمریکا بود.
وی در مسابقات کشوری و بین‌المللی در مجموع برندهٔ ۱ مدال طلا شده‌است.